# Vern Pullens
Vern Pullens, né en 1929 à Bogalusa en Louisiane (États-Unis), décédé en 2001, était un chanteur de rockabilly et de musique country.

## Carrière
Il a commencé sa carrière le 27 septembre 1956 avec  neuf titres dont deux morceaux : Bop Crazy Baby et It's My life pour Doyle Jone's Spade Records de Houston fondé par le texan Bennie Hess. It's my life est un pur chef-d'œuvre du rockabilly comprenant les meilleurs ingrédients du style avec vocal sauvage et syncopé. Après une très longue absence des studios, il réapparaît en 1975 et enregistre de nouveau du rockabilly revival avec deux de ses compositions Rock on Mabel et Long gone (Spade 11975). Vern a également enregistré pour les labels Big Howdy et D et a longtemps continué à se produire dans l'État du Mississippi après avoir gravé six morceaux en 1979 pour un producteur texan.

## Discographie
| Année | Titre | Label             |
| ----- | --- | ----------------- |
| 1956  | Bob Crazy Baby / It’s My Life                                                                                              | Spade Records     |
| 1957  | Would You Be Happy / It Took One Moment                                                                                    | Spade Records     |
| 1960  | I Sent You The Pillow / Loving You (Means More Than Life To Me) (als Vern Pullen)                                          | Big Howdy Records |
| 1960  | Beautiful You / It Hurts Enough To Cry                                                                                     | Big Howdy Records |
| 196?  | Rock On Mabel / Long Gone                                                                                                  | unbekannt         |
| 1960  | Country Boy’s Dream / What Am I To Do                                                                                      | D Records         |
| 1975  | Elvis Stole My Gal / Rock On Mabel                                                                                         | Spade Records     |
| 1979  | You Don’t Mean To Make Me Cry / Jitterbuggin‘ Baby                                                                         | Rock It Records   |
|       | - I Talked To An Angel - Last Nigh - Mama Don’t Allow No Boppin‘ Tonight - Old Folks Home - I Forgot To Remember To Forget |                   |